# Korsbäck, Kristinestads kommun
Korsbäck är en by i Kristinestads kommun i Svenska Österbotten i landskapet Österbotten i Finland. Byn ligger nära kommungränsen till Storå, 17 km sydöst om centralorten Kristinestad. Lillån rinner genom byn. 
I dagsläget finns ungefär 50 postlådor i byn. Förr fanns tre affärer i byn, men den sista stängde på 1980-talet. Korsbäck är en jordbrukarby, fastän det i dagsläget inte är många hushåll som livnär sig på enbart på jord- och skogsbruk. Korsbäck är känt för jordgubbsodling samt sin "utdragna" dialekt.[källa behövs] Byn fick elektricitet år 1919.